# Heidi Hetzer

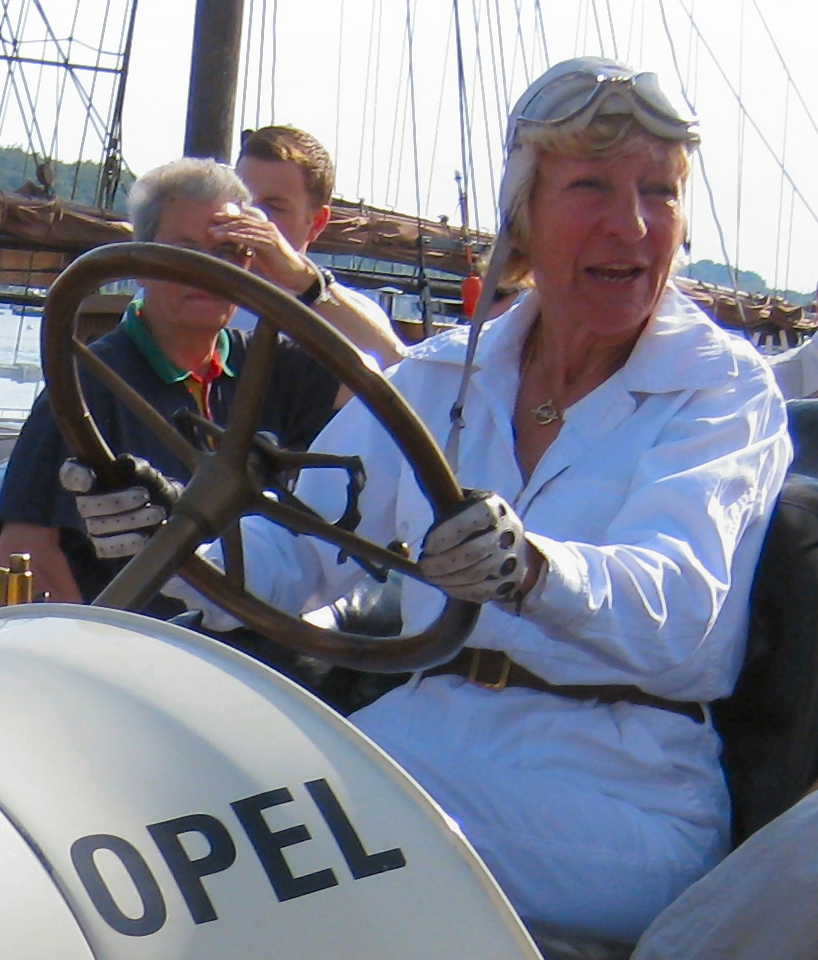
Heidi Hetzer (2012)

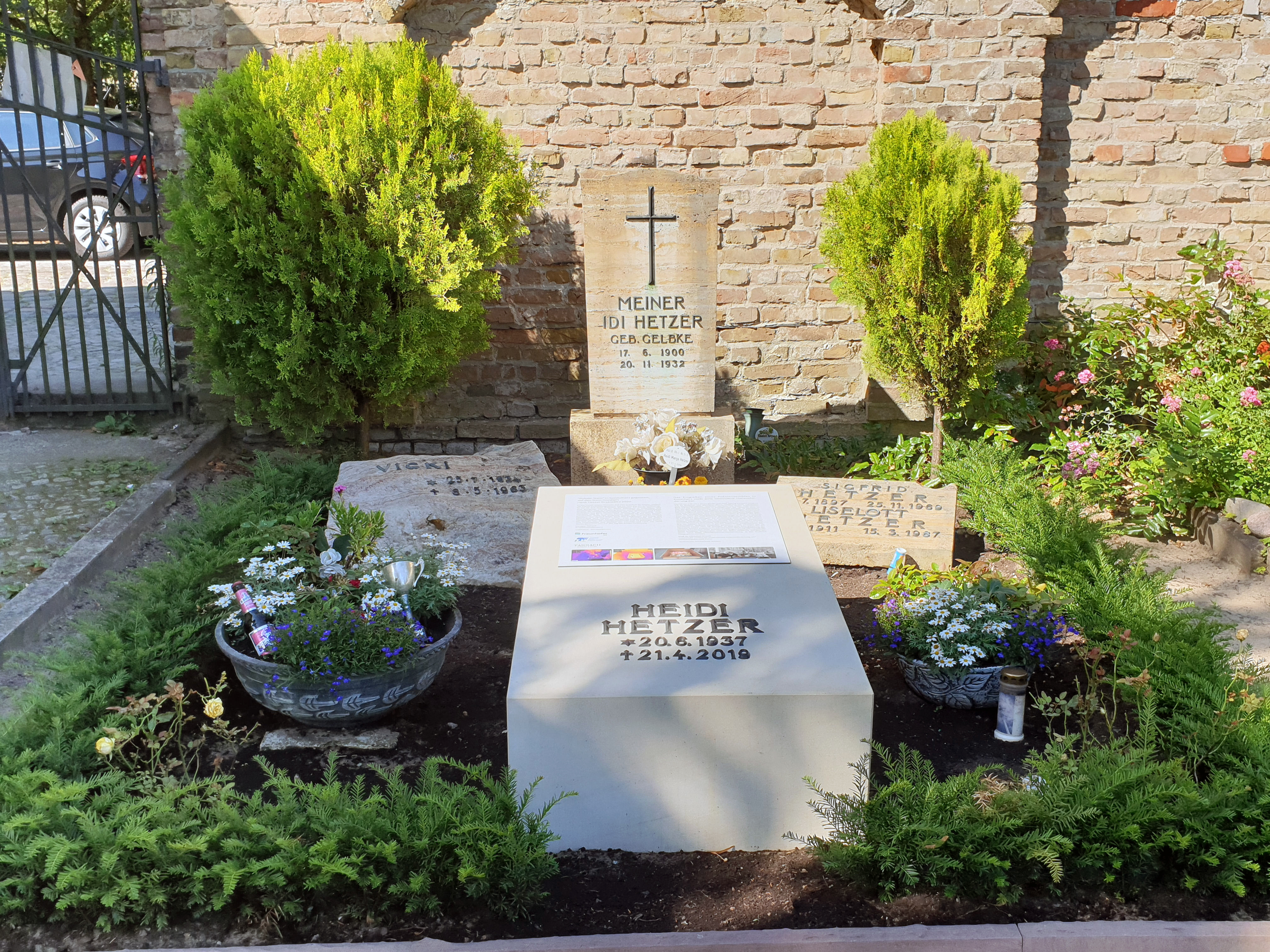
Grabstätte, Friedhof Alt-Gatow, in Berlin-Gatow

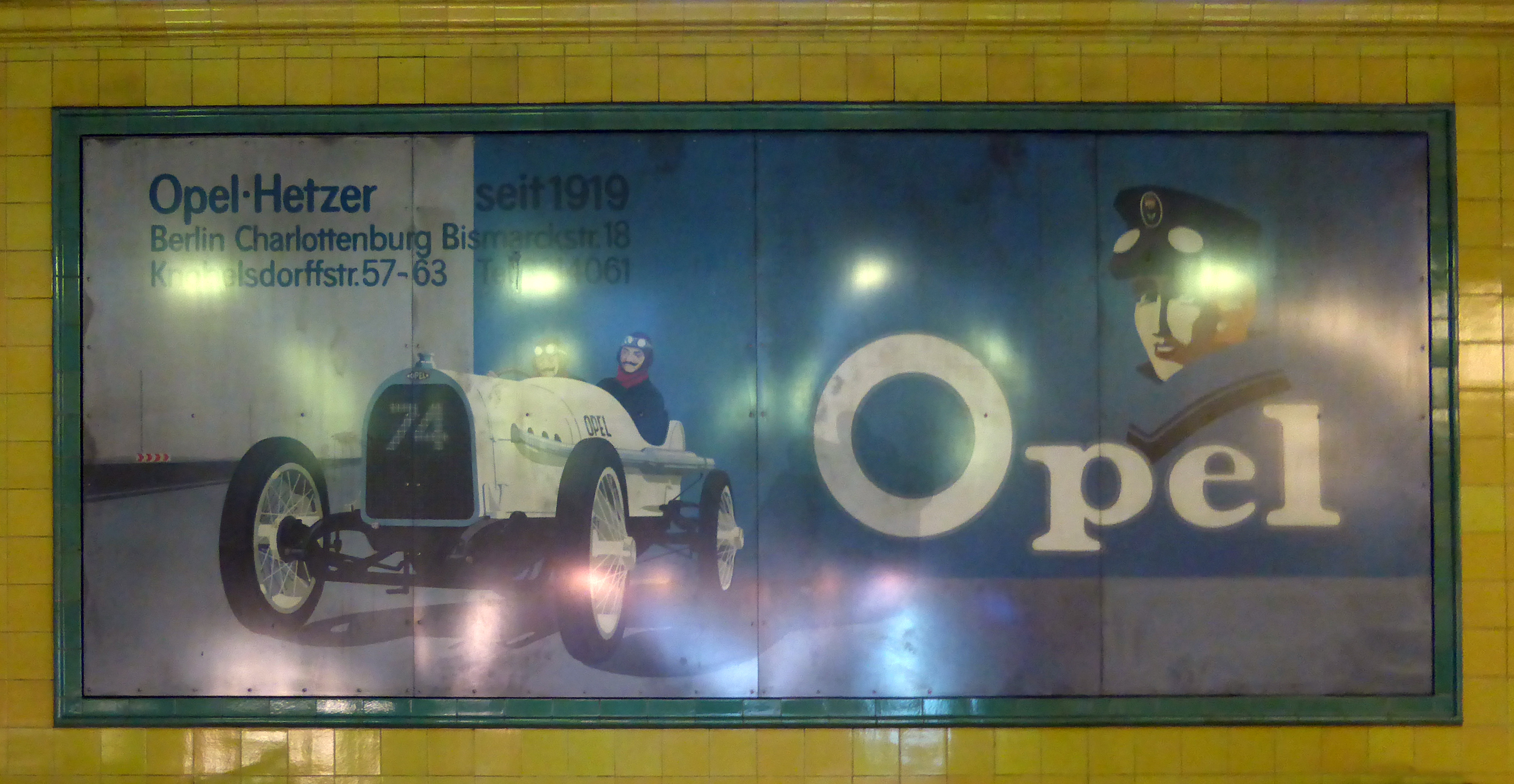
Historische Werbung des Familienbetriebes Hetzer im U-Bahnhof Wittenbergplatz, Berlin

Heidi Hetzer (* 20. Juni 1937 in Berlin; † 21. April 2019 ebenda) war eine deutsche Unternehmerin und Rallyefahrerin. In Nachrufen wurde sie als Berliner Original und als „unerschrockene Weltenbummlerin“ bezeichnet.

## Leben
Heidi Hetzer wurde als Tochter des Unternehmers Siegfried Hetzer geboren, der 1919 in Berlin einen Victoria-Fahrzeughandel gegründet, ab 1933 als Opel-Autohaus geführt und aktiv Motorradrennen bestritten hatte. Ab 1954 erlernte sie den Beruf der Kfz-Mechanikerin im Familienbetrieb. Nach einem Versuch, sich mit 21 Jahren selbständig zu machen, arbeitete sie wieder im väterlichen Betrieb. Mit 31 Jahren übernahm Heidi Hetzer nach dem Tod ihrer drei Jahre älteren Schwester und ihres Vaters im Jahr 1969 das Unternehmen mit Sitz in Berlin-Charlottenburg, das sie zu einem der größten Autohäuser Berlins ausbaute und bis 2012 leitete. Da weder Tochter noch Sohn den Betrieb weiterführen wollten, verkaufte sie die Firma.
Als eine der wenigen erfolgreichen Unternehmerinnen ihrer Branche und als Rennfahrerin, aber auch durch ihr soziales Engagement gehörte Heidi Hetzer zu den bekanntesten Persönlichkeiten der Berliner Wirtschaft. Die hohe Medienpräsenz durch Zeitungsberichte, Interviews und Talkshowauftritte sorgte auch über Berlin hinaus dafür, dass sie weithin im Blickpunkt stand. 1975 gründete sie den Berliner Autoclub für Frauen (BAFF), u. a. mit Pannen- und Schleuderkursen.
Hetzer hatte eine Tochter und einen Sohn und lebte in Berlin-Charlottenburg. Am 21. April 2019 wurde sie im Alter von 81 Jahren tot in ihrer Wohnung aufgefunden. Heidi Hetzer wurde auf dem Kirchhof der Dorfkirche Gatow (Grabstelle B-1-2) in ihrer Heimatstadt beigesetzt. Zuvor war sie auf einer längeren Reise, bei der sie Anfang April 2019 in Südafrika überfallen wurde.

## Motorsport
Im Jahr 1953 nahm Heidi Hetzer auf einem Lambretta-Motorroller erstmals an einer Rallye um die Müggelberge teil, wurde aber wegen fremder Hilfe disqualifiziert. Diesem Versuch folgten viele Wettfahrten, unter anderem mit Oldtimern aus ihrer Sammlung. Sie gewann bei Rallyes über 150 Preise.
Unter anderem nahm sie an den folgenden Wettbewerben teil:
- Mille Miglia von Brescia nach Rom und zurück,
- Rallye Monte Carlo,
- Rallye Paris – Berlin mit einem Opel-Rennwagen 8/30 aus dem Jahre 1911,
- Panama-Alaska-Rallye vom 1. bis 25. Juni 1997 mit einem 1969er Opel Kadett B,
- mehrmals Rallye 2000 Kilometer durch Deutschland, u. a. mit einem Hispano-Suiza,[9]
- Rallye Düsseldorf-Shanghai vom 17. August bis 28. September 2007 mit einem 1964er Opel Rekord A Coupe.[10]

Bei der Carrera Panamericana in Mexiko und der Tour d’Europe 1989 belegte sie jeweils den dritten Platz. Bei letzterer gewann sie zudem die Teamwertung mit ihrem Damenteam.
Eine für 2008 beabsichtigte Teilnahme an der Rallye Dakar war wegen der Absage der Rallye nicht möglich. Zu der deshalb für das folgende Jahr geplanten Teilnahme kam es nicht.

## Weltreise
Am 27. Juli 2014 begann Heidi Hetzer in Berlin eine Fahrt um die Erde, die sie auf den Spuren von Clärenore Stinnes mit einem Hudson Greater Eight aus dem Jahr 1930 unternahm. Beifahrer war zunächst der Reisefotograf Jordane Schönfelder, der aber schon unmittelbar nach dem Start ausschied. Der Berliner Patrik Heinrichs ersetzte ihn als Beifahrer ab Istanbul, stieg jedoch seinerseits am 18. September 2014 in Taschkent aus dem Projekt aus.
Die Fahrt führte über Osteuropa nach Teheran, anschließend über China Richtung Australien. Am 4. April 2015 kam sie in Neuseeland an. Nach der Überführung auf den amerikanischen Kontinent fuhr sie durch Kanada und erreichte Ende August 2015 bei Emerson die Grenze zu den Vereinigten Staaten. Sie fuhr weiter durch die USA und Südamerika und erreichte nach der Atlantiküberführung im August 2016 Südafrika. Nach einer Rundfahrt durch mehrere Länder des südlichen Afrika kehrte sie mit einem Frachtschiff von Südafrika, etwa 2 ½ Jahre nach dem Start, wieder nach Europa zurück. Am 12. März 2017 beendete sie ihre Fahrt in Berlin und wurde vor dem Brandenburger Tor von Freunden, Fans und der Berliner Staatssekretärin Sawsan Chebli empfangen.

Empfang für Heidi Hetzer am Brandenburger Tor
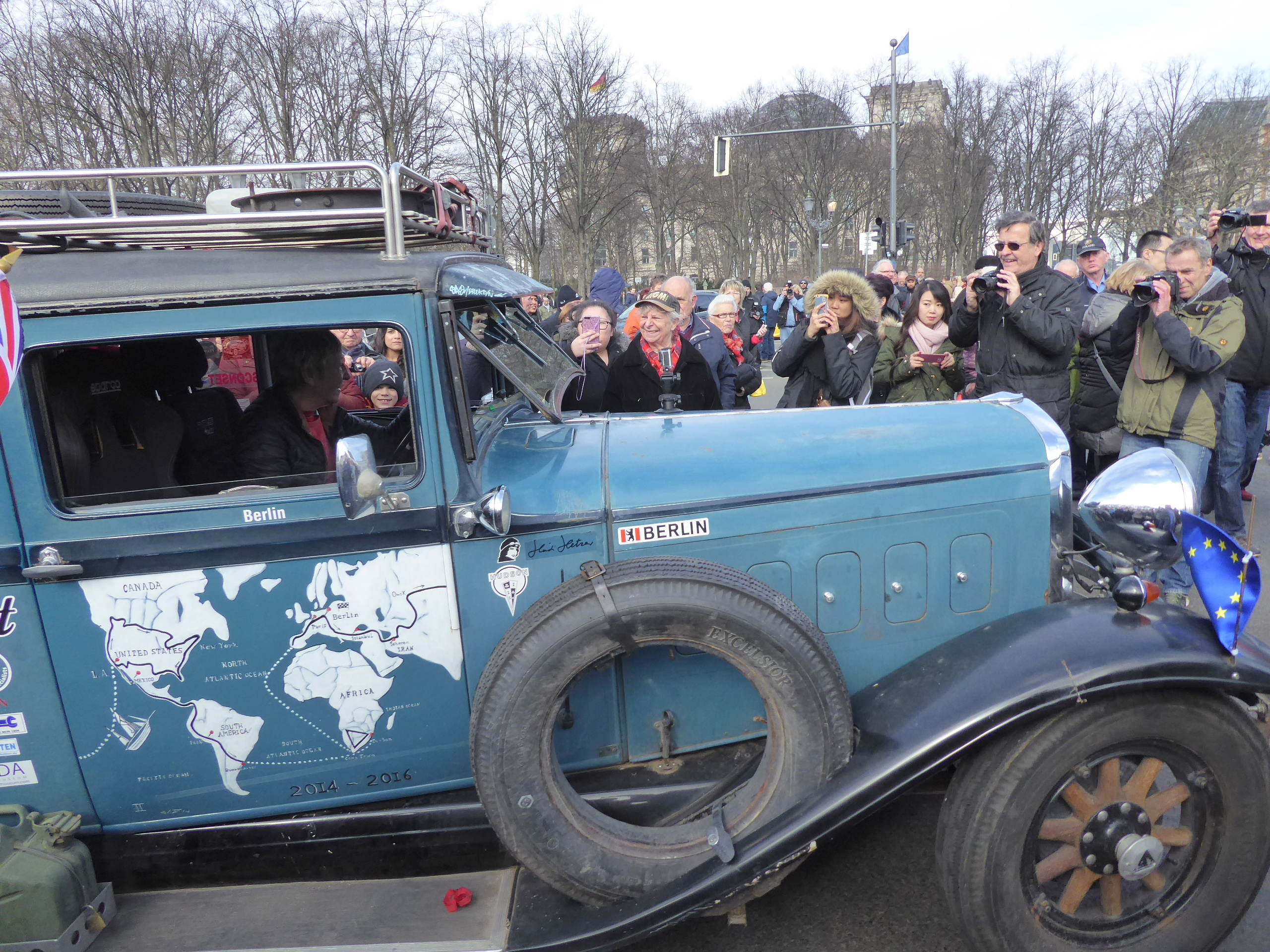
Am Brandenburger Tor im Hudson Greater Eight „Hudo“
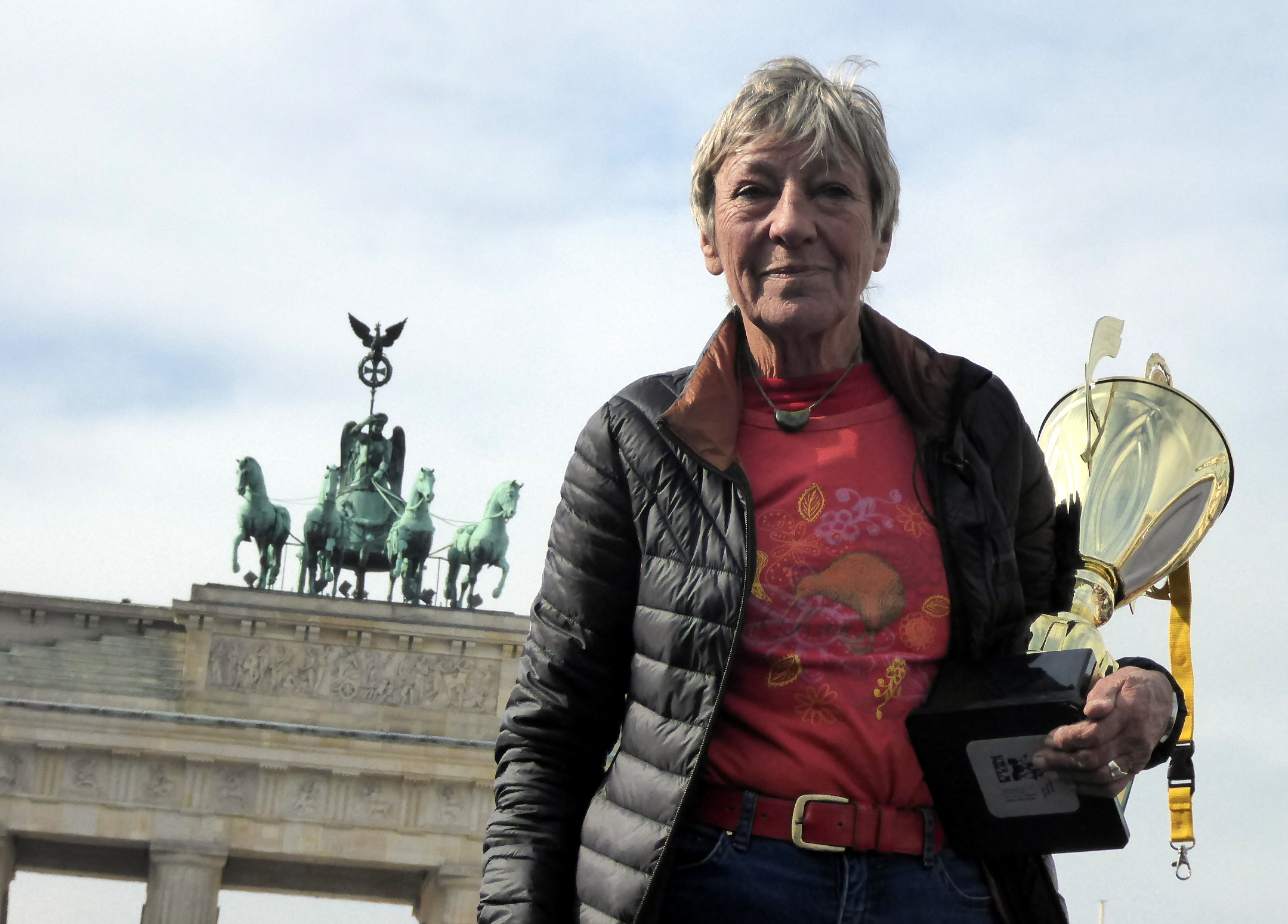
Empfang am Brandenburger Tor
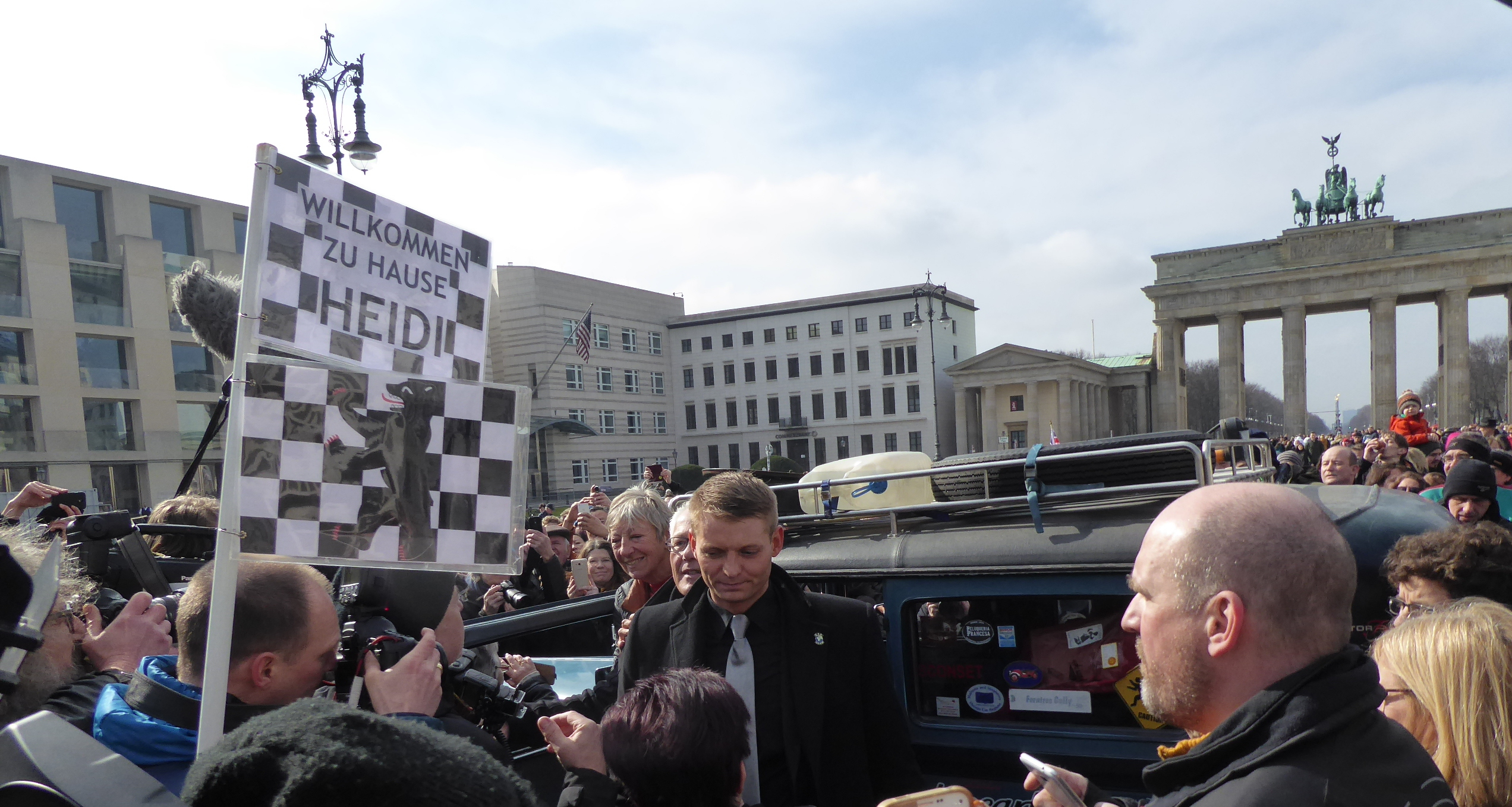
Willkommen zu Hause, Heidi
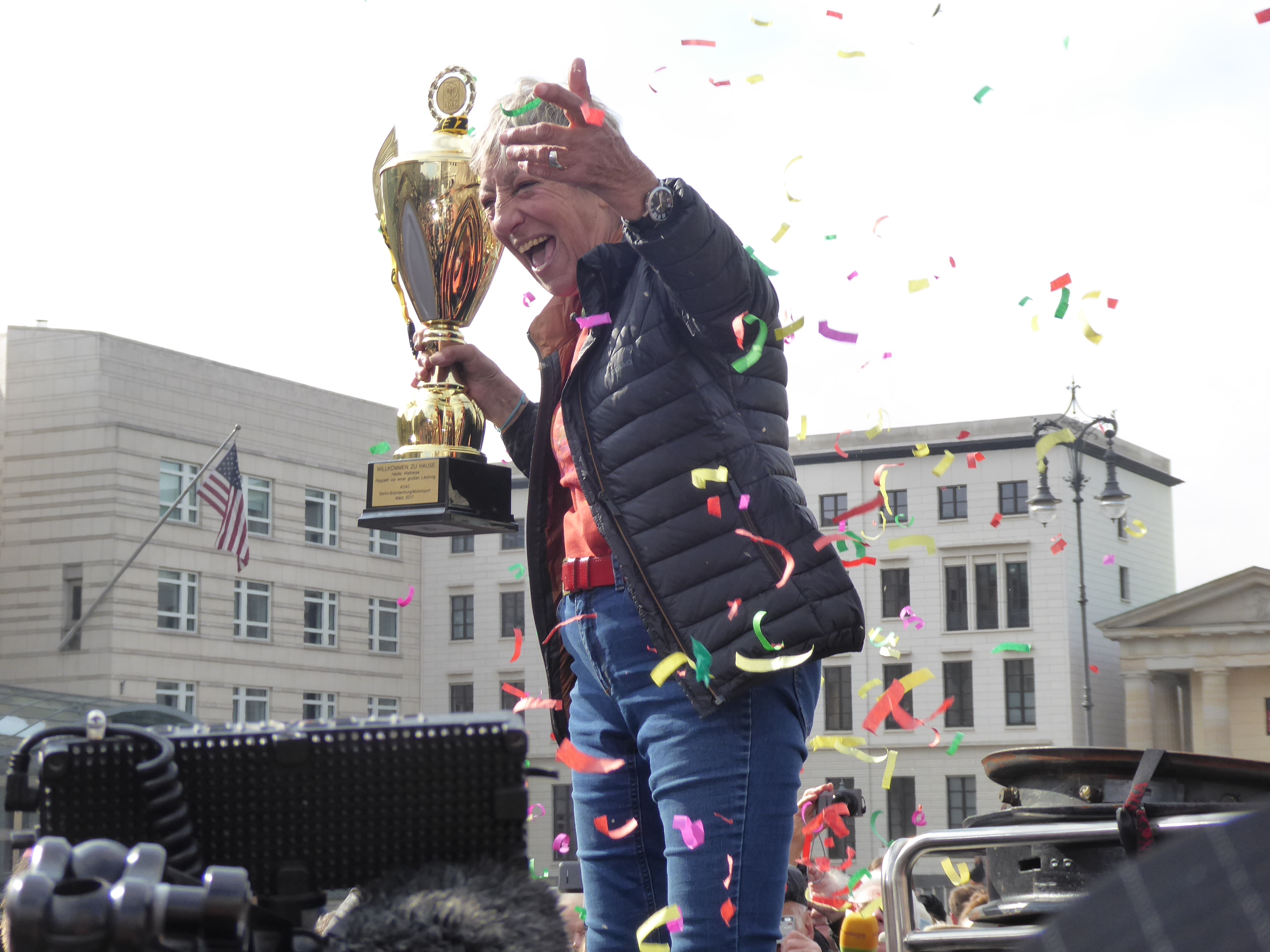
Heidi mit Pokal und Konfetti
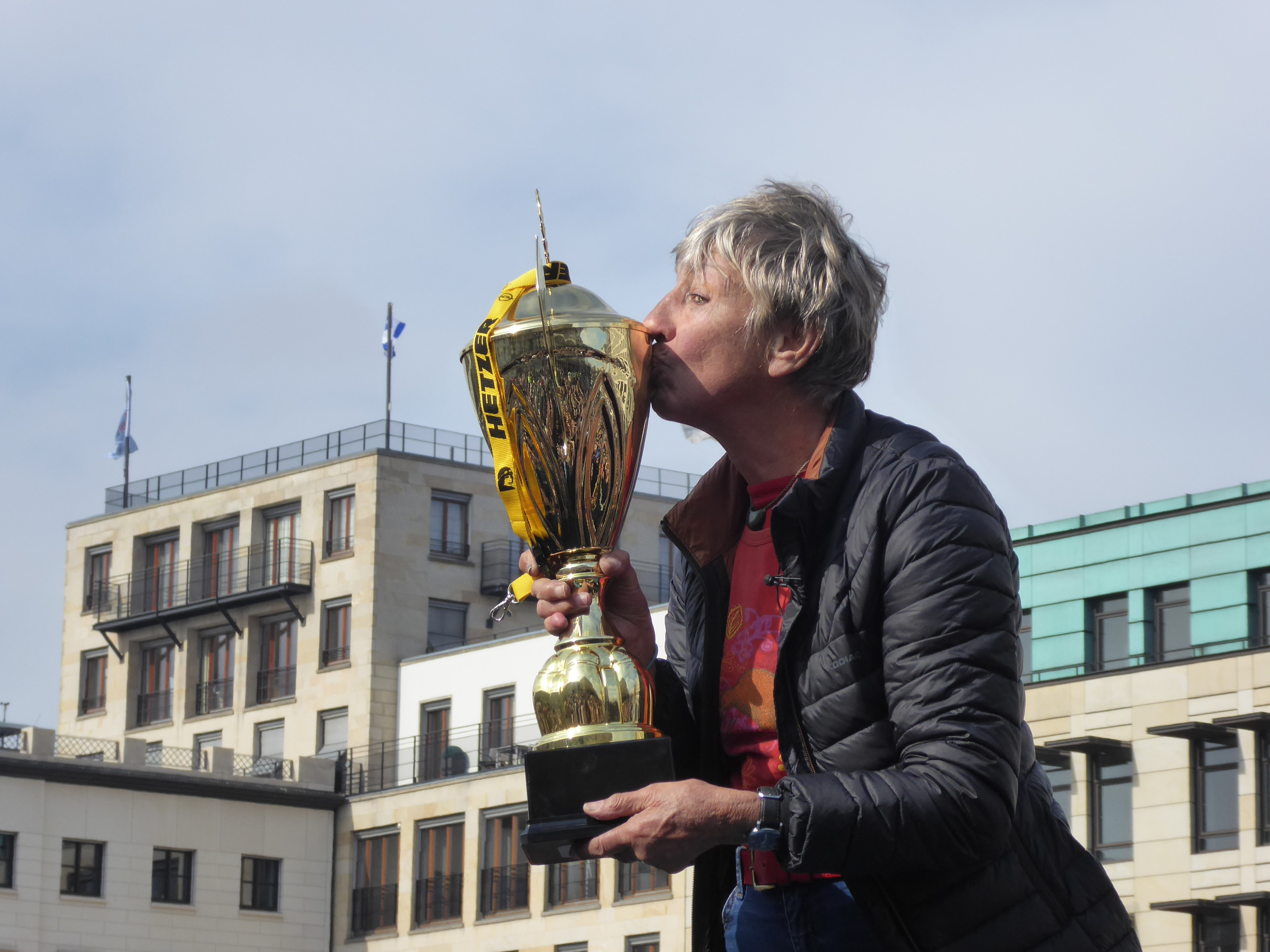
Herzliche Freude mit dem Pokal

## Ehrungen
Für ihr soziales Engagement, beispielsweise für Ein Herz für Kinder, wurde Heidi Hetzer im Jahr 2007 von der Technischen Fachhochschule Berlin mit der Benennung einer Orchidee aus der Gattung Phalaenopsis geehrt.
Im Sommer 2004 war Heidi Hetzer in Berlin eine Trägerin der olympischen Fackel auf ihrem Weg zu den Spielen nach Athen.

## Veröffentlichungen
- Heidi Hetzer mit Marc Bielefeld: Ungebremst leben: wie ich mit 77 Jahren die Freiheit suchte und einfach losfuhr. Ludwig, München 2018, ISBN 978-3-453-28113-4.